# Aeroporto Internacional O'Hare
O Aeroporto Internacional O'Hare (em inglês:  O'Hare International Airport) é o principal aeroporto da cidade americana de Chicago, localizada no estado de Illinois. É o segundo aeroporto mais movimentado do mundo, atrás somente do Aeroporto Internacional de Atlanta. Começou por ser uma fábrica de aviões durante a Segunda Guerra Mundial. O aeroporto entrou ao serviço em 1949, apesar da estrutura já existir desde 1943 enquanto fábrica de aviões Douglas C-54 que eram utilizados na Segunda Guerra Mundial. Em 1945, a Douglas deixou as instalações e o aeroporto passou a chamar-se Orchard Field.
Em 1949 adoptou a designação O'Hare em homenagem a um piloto que combateu na Segunda Guerra Mundial chamado Edward O'Hare.
Na década de 1950 o vizinho Aeroporto Internacional de Chicago Midway já não tinha capacidade para aguentar as exigências da aviação moderna e O’Hare foi escolhido para se tornar no principal da cidade. Em 1955 começaram a realizar-se os primeiros voos comerciais e três anos mais tarde foi inaugurado um terminal internacional.
Chicago O'Hare começou a receber também os voos domésticos em 1962 e rapidamente passou a ser o aeroporto mais movimentado do mundo, acolhendo na altura cerca de 10 milhões de passageiros por ano, número que duplicou até 1964. No final do século já passavam anualmente pelas suas instalações mais de 70 milhões de passageiros por ano. Durante cerca de três décadas foi consecutivamente o aeroporto mais movimentado do mundo.
O maior acidente com um único aparelho ocorrido nos EUA teve lugar em Chicago O'Hare. A 25 de Maio de 1979, um avião da American Airlines despenhou-se ao levantar voo, morrendo as 271 pessoas que seguiam a bordo, assim como duas que estavam no solo.

## Companhias Aéreas e Destinos

### Nacionais
| Companhias Aéreas | Destinos |
| ----------------- | --- |
| Air Choice One    | Decatur - Ironwood - Mason City |
| Alaska Airlines   | Seattle |
| American Airlines | Albany - Atlanta - Boston - Buffalo - Champaign - Charlotte - Charlottesville - Cleveland - Cincinnati - Columbus - Dallas - Denver - Detroit - Dubuque - Evansville - Fargo - Fort Lauderdale - Fort Wayne - Grand Rapids - Harrisburg - Houston - Huntsville - Indianapolis - Knoxville - La Crosse - Lexington - Los Angeles - Louisville - Memphis - Miami - Milwaukee - Norfolk - Nova Iorque - Nova Orleans - Orlando - Peoria - Philadelphia - Pittsburgh - Phoenix - Providence - Raleigh-Durham - Richmond - Rochester - Sioux Falls - Syracuse - Tampa - Toledo - Washington - Wausau - Windsor Locks |
| Delta Air Lines   | Atlanta - Detroit - Minneapolis - Nova Iorque - Salt Lake City |
| ExpressJet        | Green Bay |
| Frontier Airlines | Denver - Philadelphia |
| JetBlue Airways   | Boston |
| Spirit Airlines   | Boston - Fort Myers - Las Vegas - Los Angeles - Minneapolis - Oakland |
| SwiftAir          | St. Louis |
| United Airlines   | Akron - Albany - Appleton - Atlanta - Austin - Avoca - Baltimore - Bentonville - Birmingham - Boston - Buffalo - Burlington - Cedar Rapids - Charleston - Cleveland - Cincinnati - Columbus - Dallas - Dayton - Denver - Des Moines - Duluth - Flint - Grand Rapids - Green Bay - Greenville-Spartanburg - Houston - Indianapolis - Jacksonville - Kalamazoo - Kansas City - Knoxville - Lansing - Las Vegas - Lincoln - Little Rock - Los Angeles - Louisville - Madison - Memphis - Milwaukee - Minneapolis - Moline - Muskegon - Nashville - Norfolk - Nova Iorque - Omaha - Orange County - Orlando - Ottawa - Paducah - Peoria - Philadelphia - Pittsburgh - Portland - Providence - Raleigh-Durham - Rochester - Saginaw - San Diego - Savannah - São Francisco - Sioux Falls - South Bend - Springfield - St. Louis - State College - Tampa - Traverse City - Tulsa - Washington - Wichita - Windsor Locks - White Plains |
| Virgin America    | São Francisco |

### Internacionais
| Companhias Aéreas     | Destinos                                                       |
| --------------------- | -------------------------------------------------------------- |
| Aer Lingus            | Dublin                                                         |
| Aeroméxico            | Cidade do México                                               |
| Air Canada            | Montreal - Toronto                                             |
| Air India             | Nova Deli                                                      |
| American Airlines     | Londres - Roma - Toronto                                       |
| Austrian Airlines     | Viena                                                          |
| Avianca               | San Salvador                                                   |
| Cathay Pacific        | Anchorage - Hong Kong                                          |
| China Eastern         | Xangai                                                         |
| Copa Airlines         | Cidade do Panamá                                               |
| Etihad Airways        | Abu Dhabi                                                      |
| Hainan Airlines       | Pequim                                                         |
| Iberia                | Madrid                                                         |
| Japan Airlines        | Tóquio                                                         |
| Korean Air            | Seul                                                           |
| Lufthansa             | Frankfurt                                                      |
| Norwegian Air Shuttle | London Gatwick, Paris CDG, Roma Fiumicino                      |
| Sky Regional Airlines | Montreal - Toronto                                             |
| TACA Airlines         | San Salvador                                                   |
| TAP Portugal          | Lisboa                                                         |
| United Airlines       | Calgary - Frankfurt - Hong Kong - Londres - Pequim - São Paulo |

### Cargas
| Companhias Aéreas     | Destinos |
| --------------------- | -------- |
| Yangtze River Express | Bruxelas |
| UPS Airlines          | Omaha    |